# Страж (канонерская лодка)
Страж — канонерская лодка Белого флота и Русской эскадры. Участвовала в Гражданской войне на Чёрном и Азовском море.

## История
Корабль был заложен на Мариупольской верфи Коломенского завода как минный заградитель для электротехнического отдела Главного инженерного управления. Предполагалось передать его Очаковской крепости. К лету 1918 года готовность составляла 80 %. До 1919 года использовался как плавбаза, после чего 27 апреля 1919 года был принят в ведение Морского ведомства и к весне 1920 года достроен в Севастополе с переоборудованием в канонерскую лодку. Вооружен двумя 152-мм и двумя 75-мм орудиями. Приказом главнокомандующего Русской армией № 118 от 26 июня 1920 года канонерской лодке был пожалован Николаевский вымпел.
2 апреля 1920 года принимал участие в высадке первого десанта у деревни Кирилловка. 2 мая 1920 года принимал участие в высадке десанта в порту Мариуполя. 24 мая 1920 года принимал участие в высадке корпуса генерала Я. А. Слащева у деревень Кирилловка и Степановка. 25 июня 1920 года принимал участие в высадке отряда казаков на косе у станицы Кривой. 2 августа 1920 года корабль в составе сил 2-го дивизиона обеспечивал высадку Кубанского десанта генерала Улагая.
24 августа 1920 года красная Азовская флотилия перешла к активным действиям, высадив на Кубанском побережье морскую экспедиционную дивизию. 21-23 августа дивизия грузилась на транспорты в Мариуполе и вышла в море 24 августа в 2 часа ночи. Транспортный отряд из 11 пароходов, 3 барж и 2 плавбатарей с буксирами двигался вдоль самого берега. Начальник Морской экспедиционной дивизии П. И. Смирнов решил проводить высадку у станицы Камышеватская. 25 августа в 18:30 в море показалась белая канонерка «Урал», а чуть позже ещё три («Страж», «Грозный» и «Всадник») в сопровождении миноносца «Жаркий». В бой отряд не вступил, ограничившись наблюдением.
В ноябре 1920 года последней покинула Керчь, сняв команду с затопленного линейного корабля (плавучей батареи) «Ростислав», после чего присоединилась к Добровольческому флоту и ушла в Константинополь. В Русской эскадре была включена в состав 3-го отряда. 26 декабря 1920 года прибыла в Бизерту. В 1923 году была продана Италии. Узнав о предстоящей продаже корабля, в ночь с 26 на 27 февраля два молодых мичмана неудачно пытались затопить его, открыв кингстоны.

## Командиры
- старший лейтенант Новиков, Борис Леонидович
- старший лейтенант Дон, Всеволод Павлович
- 1919-1920 — капитан-лейтенант (с 28.03.1920 капитан 2-го ранга) Люби, Константин Григорьевич